# Campo de Rivesaltes
El Campo Joffre de Rivesaltes (en francés: camp Joffre de Rivesaltes), nombrado comúnmente como Campo de Rivesaltes, es una instalación del ejército francés utilizada, entre 1939 y 2007, como base militar y como campo de concentración o de reagrupamiento de civiles. 
Fue fundado en 1938 ocupando aproximadamente 600 hectáreas de terreno despoblado de las comunas francesas de Rivesaltes y Salses-le-Château.

## Historia del campo

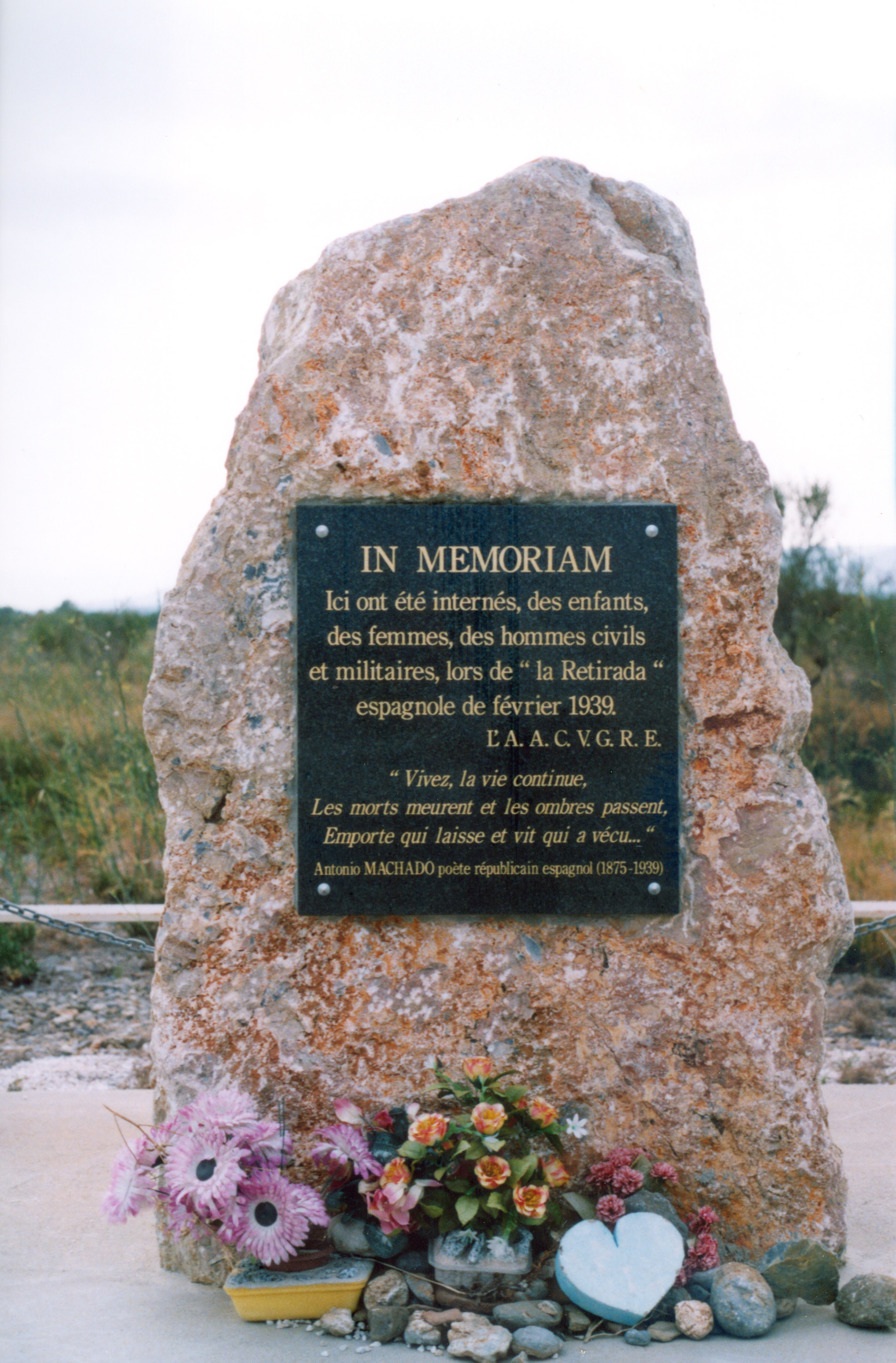
Placa homenaje a los republicanos españoles internados en el campo de Rivesaltes.

### Creación (1935-1940)
La planificación empezó en el año 1935 en una zona estratégica por las comunicaciones tanto por vía terrestre como ferroviaria y marítima. El campo militar «Camp Joffre» fue abierto en 1939 con el fin de instruir a las tropas francesas de ultramar.
Al mismo tiempo, en el contexto de la guerra civil española, la retirada del Ejército Popular Republicano español tras la caída del frente de Cataluña provocó la huida hacia Francia de miles de refugiados, 15 000 de los cuales fueron confinados en éste campo.
El estallido de la Segunda Guerra Mundial y las necesidades de dar refugio a la población civil evacuada de las regiones próxima a la fronteras del norte y este de Francia, decidió a finales de 1940, terminada la batalla de Francia, la ampliación en 600 hectáreas de la superficie del campo, permaneciendo mientras tanto operativa la parte militar del campo, con una capacidad para 17 000 personas en 150 barracones.

### Centro de alojamiento de familias (1941-1943)
Los primeros refugiados franceses llegaron a partir del 14 de enero de 1941, quedando establecido poco después como centro reservado para el alojamiento de familias. Sin embargo, en la práctica el agrupamiento no es posible y niños y mujeres son separados de los hombres en diferentes barracones. A fecha de 31 de mayo, el campo cuenta con 6475 internos, la mayoría extranjeros de 16 nacionalidades, siendo más de la mitad de ellos españoles, y más de un tercio, judíos no franceses.

### Campo especial (1942)
A partir de 1942, la colaboración del gobierno de Vichy con las autoridades alemanas aumentó la presión sobre la población judía en la llamada zona libre, llevando a la adopción de diversos decretos para su segregación y en muchos casos, su deportación a Alemania.
En el sur de Francia, la aplicación del decreto tiene lugar a partir del 26 de agosto de 1942, con la operación de detención de los judíos no franceses. En los primeros días, 1176 de las personas detenidas, miembros de familias, son entonces agrupadas en una parte del campo Joffre denominada Centro Nacional de Concentración de Israelitas de Rivesaltes. Este centro ocupaba las secciones J (mujeres y niños), F (hombres, anteriormente dispuesta para trabajadores) y K (recepción, selección y clasificación), con capacidad para albergar a 10 000 internos mientras se organizaba sus deportaciones a Drancy, algunas de ellas ya iniciadas antes de la gran detención.
A partir de noviembre de 1942, tras decidirse el despliegue del ejército alemán en la denominada zona libre, bajo la autoridad de Vichy, unidades de la Wehrmacht toman el control del Campo Joffre, que es clausurado el 25 de noviembre.

### El Centro de estancia vigilada (1944-1946)
Durante dos años, el Campo de Rivesaltes, que llegó a contar 277 miembros de personal, fueron internadas cerca de 21 000 personas, aproximadamente 5714 en el campo especial, 2313 fueron reunidas en Drancy y 2251 fueron excluidas por la comisión de selección. En el lugar fallecieron 215 internos, de los cuales 51 eran niños menores de un año.
El ejército alemán dejó Rivesaltes el 19 de agosto de 1944. Mientras que la parte militar del campo retoma su vocación inicial, se instaura el Centro de estancia vigilada de Rivesaltes el 12 de septiembre de 1944, concentrando en la sección Q a los internos del cuadro de depuración. Este nuevo campo disponía de una capacidad de 1080 internos.
El centro continua recibiendo refugiados de otros países europeos: los españoles, internados por pasar clandestinamente la frontera, desempeñaban los trabajos necesarios para la seguridad del centro; en enero y marzo de 1945 llegan centenares de refugiados soviéticos, etc. La disolución del centro comenzó el 10 de diciembre de 1945 y su liquidación, los primeros días de octubre de 1946.

### El ingreso de prisioneros de guerra (1944-1948)
Se desarrolló, bajo autoridad militar, el ingreso n.º 162 de prisioneros de Guerra. Agrupando a militares alemanes e italianos, este campo contó con algo menos de 10 000 prisioneros en octubre de 1944, entre 6000 y 7000 hombres en mayo de 1945, y es cerrado el primero de mayo de 1948. . Pero, entre mayo de 1945 y 1946, fallecieron 412 prisioneros de guerra alemanes.

### El Centro Penitenciario (1962)

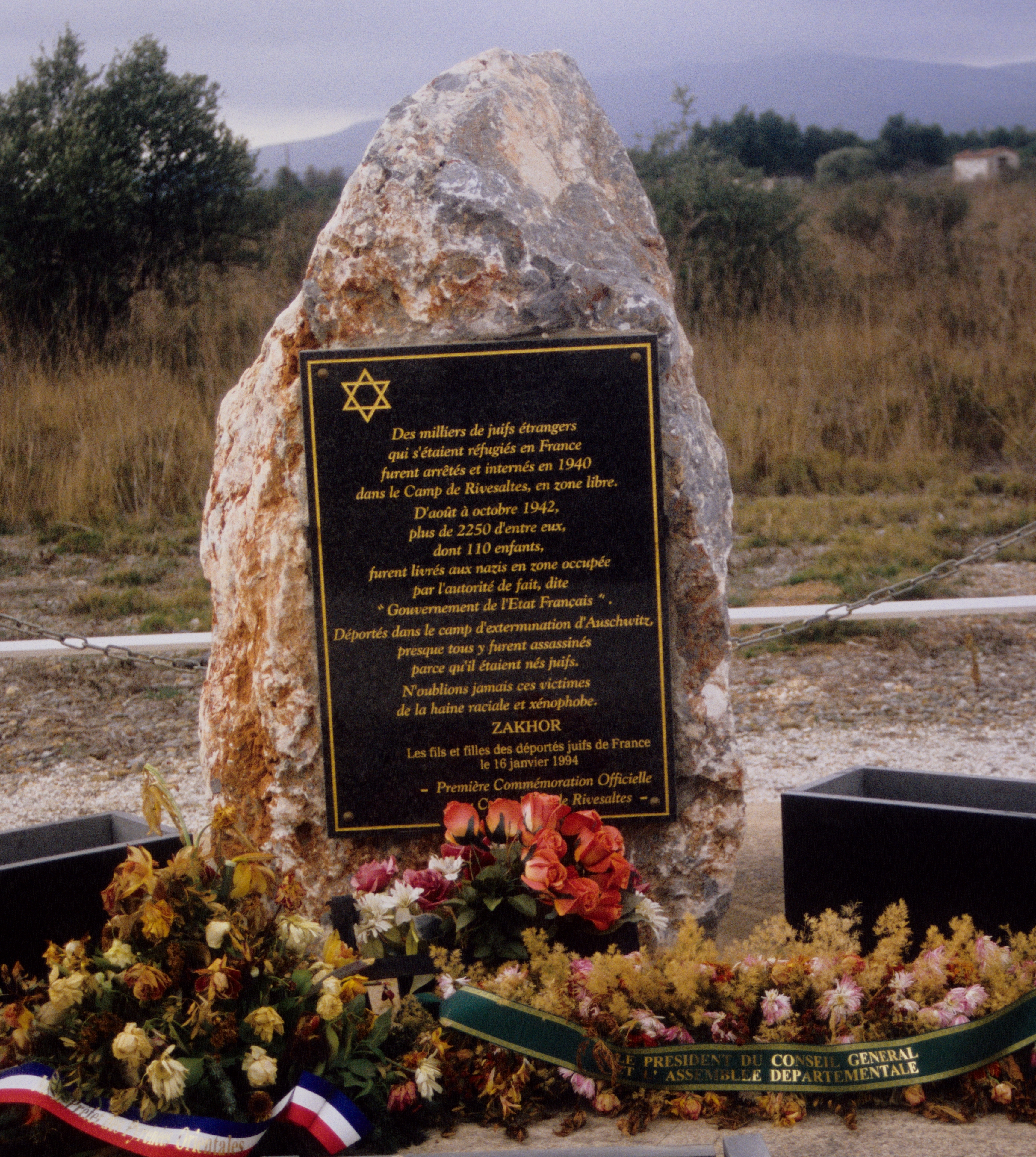
Estela conmemorativa en memoria de los hijos de judíos, deportados en el campo Joffre.

Durante la radicalización del estado provocado por la Guerra de Argelia, se trató de crear en él un campo de internamiento. El prefecto de la zona intentó disuadir de esta idea, ya que en él se integraba el centro de formación mayoritario para personas norteafricanas, un centro de formación profesional militar para norteafricanos y un centro de tránsito para reclutas movilizados por la guerra. El proyecto no llega hasta el final, pero se instala discretamente un centro penitenciario para partisanos condenados por la guerra de independencia de Argelia. 517 prisioneros integran el centro entre el 9 de marzo y el 18 de abril de 1962.

### El Campo de Harkis (1962-1977)
Durante el mes de junio es repatriado al Campo Joffre el Primer regimiento de tiradores Argelinos. Trajeron con ellos centenares de civiles, mujeres y niños. En octubre de 1962, cerca de 8000 miembros del grupo social Harkis llegan al campo de tránsito y reclasificación de Rivesaltes, provenientes del Campo de Larzac y del de Bourg-Lastic. En total, según los cálculos de Abderahmen Moumen, aproximadamente 20 000 personas pasaron por el campo entre 1962 y 1964. La estancia varió según las familias, algunos días para unos y varios años para otros. Las familias consideradas como "irrecuperables"" -termino administrativo empleado en la época- son enviadas en fin de año de 1964 al campo-ciudad de acogida de Saint-Maurice l'Ardoise en el Gard, hasta 1975. Un "pueblo civil" acoge todavía a centenares de familias durante los años sesenta. En 1963 se creó un caserío forestal en Rivesaltes para cerca de 25 familias de ancianos refugiados, cerca de un centenar de personas. El decenio siguiente vio instalarse a la mayor parte en la ciudad de Réart, construida en la comuna de Rivesaltes para poner fin a la situación de estas familias. Los últimos en abandonar el campo lo hicieron en febrero de 1977.
Otros refugiados coloniales llegaron, acompañados de civiles: de 1964 a 1966 llegaron al campo cerca de 600 familias de antiguos militares franceses guineanos y estaba presente un pequeño grupo de antiguos militares franceses en Vietnam del Norte

### El centro de retención administrativa (1986-2007)
Fundado en 1986, el centro de retención administrativa ha tenido por objeto reagrupar a refugiados en situación irregular en territorio francés. Ha sobrepasado las mil entradas anuales desde 1994, y es, en territorio francés, uno de los más importantes centros de retención de inmigrantes clandestinos. A finales de 2007 el centro se ha convirtió en un Museo Memorial.

## Memorial

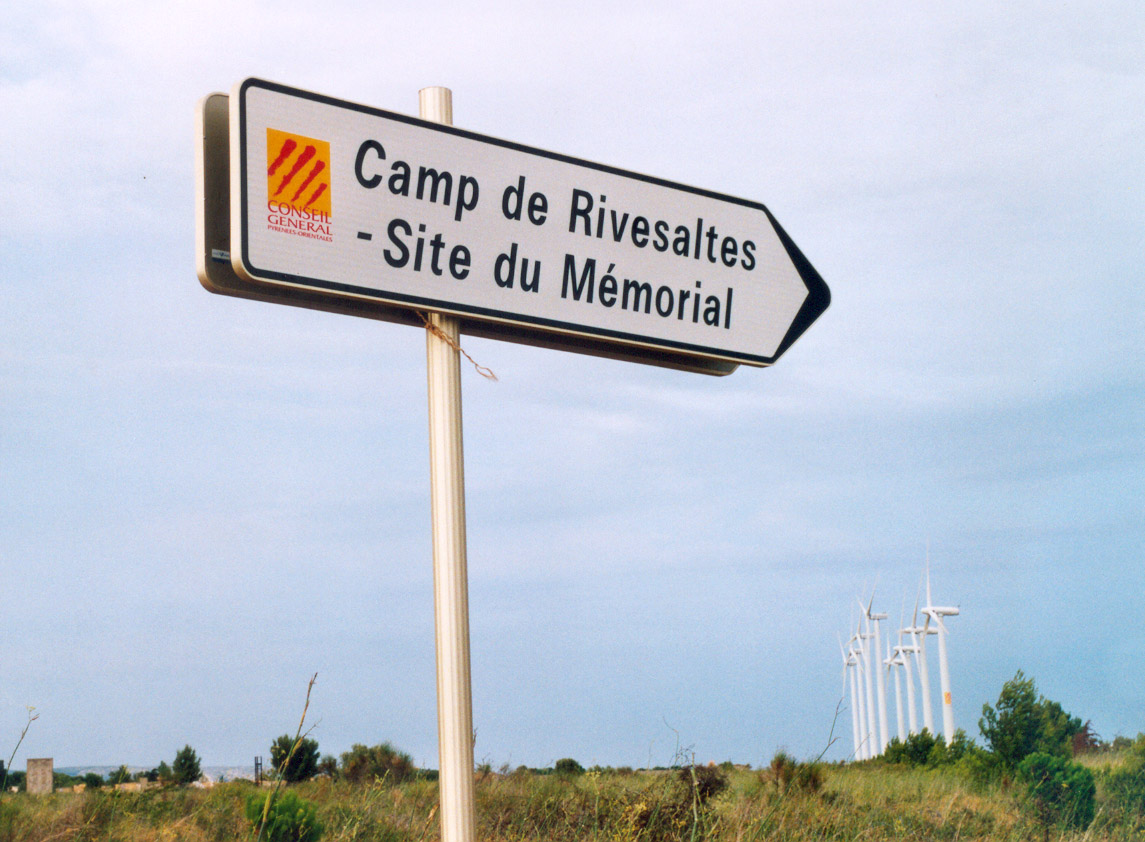
Memorial del Campo de internamiento de Rivesaltes, en las inmediaciones el parque eólico.

En 2015 se levantó un memorial a los refugiados, y el primer ministro Manuel Valls reconoció públicamente el maltrato que Francia dio a los refugiados.